# Gstettenhof
Gstettenhof ist ein Weiler in der Marktgemeinde Türnitz im Bezirk Lilienfeld in Niederösterreich.

## Geografie
Der südwestlich von Türnitz liegende Weiler befindet sich im Tal der Türnitz und ist über die Mariazeller Straße erreichbar. Östlich des Ortes erhebt sich der Eibl (1002 m ü. A.).

## Geschichte
Das mit ausgedehnten Wäldern ausgestattete Bauerngut wurde 1536 als dem Stift Lilienfeld dienstbar genannt und 1707 an einen Fabrikanten verkauft, der hier ab 1720 eine Glasfabrik betrieb. Neben den Fabriksgebäuden, der Glasschleiferei, zweier Werkstätten, dem Sägewerk und einer Verkaufsstelle, befanden sich dort zahlreiche kleine, ebenerdige Wohnhäuser, eine Schule, ein Wirtshaus, ein Krankenhaus und das heute noch vorhandene Herrenhaus.
Im Jahr 1817 erwarb das Stift Lilienfeld unter Abt Johann Ladislaus Pyrker die Anlage. Zwischen 1817 und 1819 lieferte die Glasfabrik eine Million Stück geschliffene und geschnittene Gläser nach Wien, was zwei Fuhren pro Woche entsprach. Die Glashütte war damals mit zwei Schmelzöfen, zwei Temperöfen, zwei Strecköfen, zwei Calcinieröfen, einer Pottaschensiederei, einem Kieselpocher, einem Scherbenpocher und einem Tonpocher ausgestattet und beschäftigt rund 200 Arbeiter. Entsprechend hoch war auch der Einsatz an Rohstoffen, die immer weiter her transportiert werden mussten, sodass die Fabrik 1843 unter Abt Ambros Becziczka stillgelegt und die zahlreichen Gebäude, die sich bis zum Ausgang des Kohlgrabens zogen, versteigert wurden.
Laut Adressbuch von Österreich war im Jahr 1938 in Gstettenhof nurmehr ein Gutsbetrieb mit Ab-Hof-Verkauf ansässig.

## Persönlichkeiten
- Ludwig Döbler (1801–1864), Zauberkünstler, wurde hier geboren
- Antonie Schläger (1859–1910), Opernsängerin, verstarb hier
- Fritz Kohlrausch (1884–1953), Physiker, wurde hier geboren